# FOREVER MINE/MIDAS TOUCH
『FOREVER MINE ⁄ MIDAS TOUCH』（フォーエバー・マイン マイダス・タッチ）は、2005年1月19日に発売された山下達郎通算40作目のシングル。

## 解説
「FOREVER MINE」は映画『東京タワー Tokyo Tower』主題歌として、「MIDAS TOUCH」はフジテレビ系『金曜エンタテイメント』オープニングテーマとしてそれぞれ制作され、両曲とも後にアルバム『SONORITE』に収録された。「FOREVER MINE」は後にオールタイム・ベスト『OPUS 〜ALL TIME BEST 1975-2012〜』にも収録された。
「FOREVER MINE」は、映画の結末を自分なりに解釈して書いたという。この曲は山下にとって、すべてのレコーディングをDigidesign Pro Toolsで行った最初の作品。山下によればPro Toolsは解像度が良過ぎて、マルチトラック・レコーダーとして使うと、音同士が混ざりにくいので立体感が作りづらいという。今までのアナログ・レコーダーやSONY PCM-3348だと、リバーブをかけたり卓でボリュームを下げたりすることで音がにじんでくれたが、Pro Toolsだとボリュームを下げても音がにじまないので結局、同定位にある音同士が喧嘩を始めてしまう。そのため、この曲の場合はベースが入ると歌を邪魔してうるさいとの理由で外され、リズム・マシンとピアノの弾き語りに、40人のストリングスが乗る構成となった。後に山下は『OPUS』のライナーノーツでこの曲を「不倫の男女が心の中に常に抱えている、死の暗喩についての歌」と書いている。
「MIDAS TOUCH」はもともと、シャウトで歌うつもりの曲だったが、Pro Toolsだと全然思った感じになってくれないとの理由で、アレンジを全面的に変えてSONYのマイクC-800Gでクロースに録ってカーティス・メイフィールドみたいな歌い方でやり直したという。テナー・サックスはレコーディング初参加の山本拓夫。山本は土岐英史の弟子で昔から知ってはいたが、なかなかチャンスがなかったという。起用した理由を山下は「こういうメロウな曲だと彼のトーンが合うかなって」と答えている。“MIDAS TOUCH”とはギリシャ神話に登場するミダース王の、触ったもの全てを黄金に変える能力のこと。
本作で久々のオリコンシングルトップ10入りを果たした。

## 収録曲
| - - ℗ 2005 WARNER MUSIC JAPAN INC., - A WARNER MUSIC GROUP COMPANY. ALL RIGHTS RESERVED. - UNAUTHORIZED DUPLICATION IS A VIOLATION OF - APPLICABLE LAWS. MADE IN JAPAN. 全作詞・作曲: 山下達郎。 |                                                                                             |          |            |      |
| # | タイトル                                                                                    | 作詞     | 作曲・編曲 | 時間 |
| 1. | 「FOREVER MINE（フォーエバー・マイン）」(東宝映画『東京タワー Tokyo Tower』テーマソング)    | 山下達郎 | 山下達郎   | 4:53 |
| 2. | 「MIDAS TOUCH（マイダス・タッチ）」(フジテレビ系『金曜エンタテイメント』オープニングテーマ) | 山下達郎 | 山下達郎   | 5:13 |
| 3. | 「FOREVER MINE (Original Karaoke)」                                                         | 山下達郎 | 山下達郎   | 4:53 |
| 4. | 「MIDAS TOUCH (Original Karaoke)」                                                          | 山下達郎 | 山下達郎   | 5:12 |

## クレジット

### FOREVER MINE
| Words & Music by 山下達郎                                                |
|                                                                          |
| - ©2005 by NIPPON TELEVISION MUSIC - CORPORATION & SMILE PUBLISHERS INC. |
|                                                                          |
| Arranged by 山下達郎                                                     |
| Strings Arranged by 服部克久                                             |
|                                                                          |
| - 山下達郎 : Lead Vocal, Computer - Programming & Acoustic Piano         |
| - 橋本茂昭 : Computer Programming & - Synthesizer Operation              |
| - Gavyn Wright & His London Session - Orchestra : Strings                |

### MIDAS TOUCH
| Words & Music by 山下達郎                                                                         |
|                                                                                                   |
| - ©2003 by SMILE PUBLISHERS INC. & - FUJIPACIFIC MUSIC INC.                                       |
|                                                                                                   |
| Arranged by 山下達郎                                                                              |
|                                                                                                   |
| - 山下達郎 : Lead Vocal, Computer - Programming, Electric Guitar, - Keyboards & Background Vocals |
| 山本拓夫 : Tenor Sax                                                                              |
| - 橋本茂昭 : Computer Programming - & Synthesizer Operation                                       |

## リリース日一覧
| 地域 | タイトル                                                               | リリース日    | レーベル                  | 規格           | 品番       | 備考         |
| ---- | ---------------------------------------------------------------------- | ------------- | ------------------------- | -------------- | ---------- | ------------ |
| 日本 | FOREVER MINE（フォーエバー・マイン） / MIDAS TOUCH（マイダス・タッチ） | 2005年1月19日 | MOON / WARNER MUSIC JAPAN | 12cmCDシングル | WPCL-10152 | カラオケ収録 |

## 収録アルバム
| # | タイトル                         | リリース日    | レーベル                  | 規格        | 品番                                                  | 備考                                              |
| - | -------------------------------- | ------------- | ------------------------- | ----------- | ----------------------------------------------------- | ------------------------------------------------- |
| 1 | SONORITE                         | 2005年9月14日 | MOON / WARNER MUSIC JAPAN | CD          | WPCL-10228                                            | 「FOREVER MINE」「MIDAS TOUCH」を収録             |
| 2 | OPUS 〜ALL TIME BEST 1975-2012〜 | 2012年9月26日 | MOON / WARNER MUSIC JAPAN | - 4CD - 3CD | - WPCL-11201/4【初回限定盤】 - WPCL-11205/7【通常盤】 | - オールタイム・ベスト - 「FOREVER MINE」を収録。 |

#### 書籍
1. ↑  新星堂フリーペーパー「山下達郎別冊pause05」2005年9月13日発行

#### その他
1. 1 2 3 4 5  “山下達郎/白いアンブレラ / ラッキーガールに花束を” (日本語). TOWER RECORDS ONLINE.  タワーレコード株式会社. 2019年7月7日閲覧。
2. ↑  『OPUS 〜ALL TIME BEST 1975-2012〜』（【通常盤】3×12cmCD）山下達郎、MOON ⁄ WARNER MUSIC JAPAN、2012年。WPCL-11205/7。